# Victory Plaza

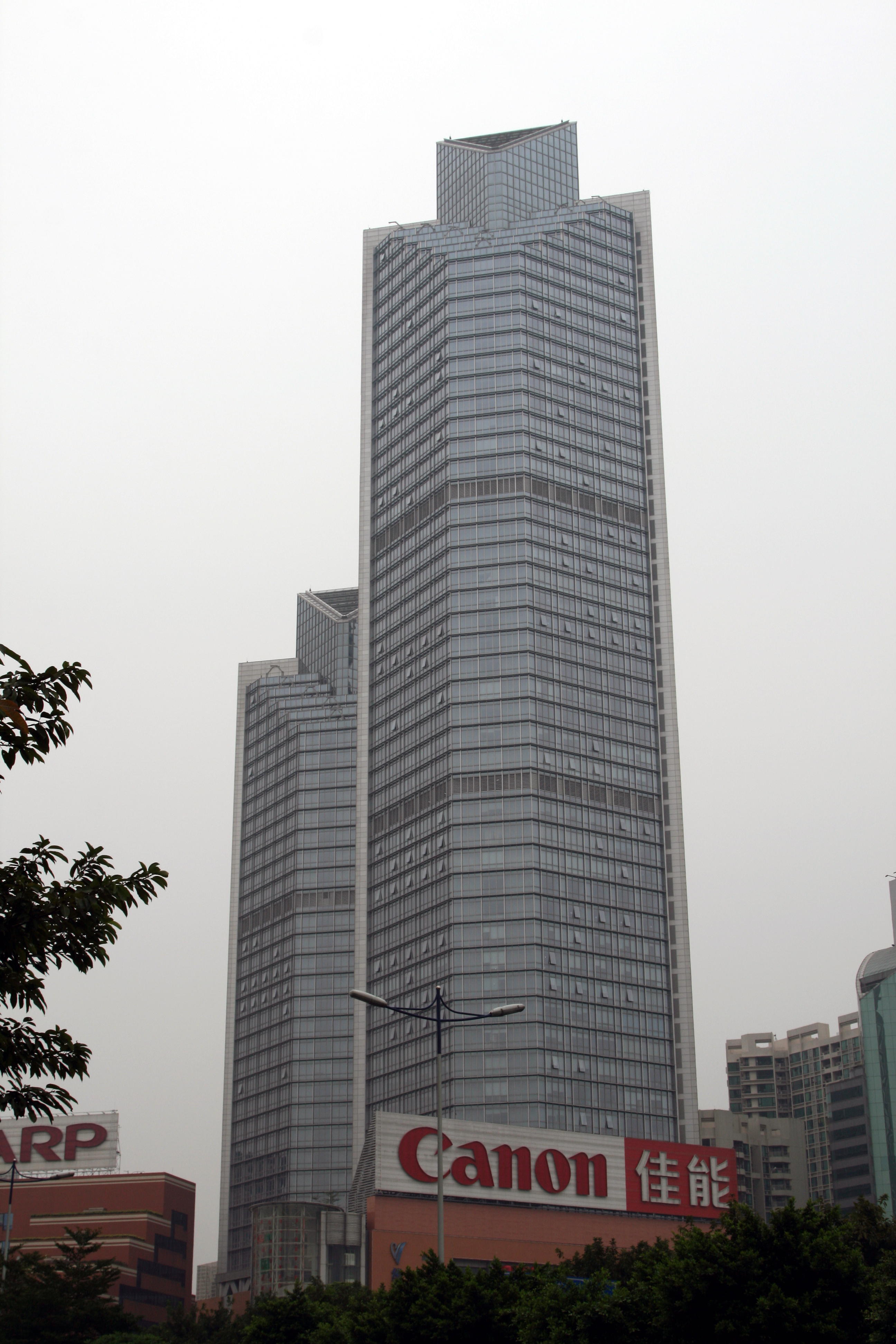
Victory Plaza en 2008.

Le Victory Plaza est un ensemble de deux gratte-ciel construits en 2007 à Canton en Chine. La tour A s'élève à 223 mètres pour 54 étages tandis que la tour B mesure 161,1 mètres pour 36 étages. Les deux tours, situées au 101 Tianhe Road, sont occupées par des bureaux.